# Maricaona polyamia
Maricaona polyamia är en insektsart som beskrevs av Caldwell 1952 . Maricaona polyamia ingår i släktet Maricaona och familjen dvärgstritar. Inga underarter finns listade i Catalogue of Life.